# Cenotaph
Cenotaph es una banda mexicana de death metal cuyos orígenes se encuentran en el año 1989, cesa su actividad en el 2002 hasta que en el año 2018 anuncian su reunión y regreso a los escenarios en el año 2019. Sus letras tratan en un principio sobre gore, madurando a través del tiempo hacia la muerte, el odio y la oscuridad. Cenotaph está considerada junto con Shub Niggurath como una de las más importantes bandas de metal extremo de México.

## Historia
La banda comienza a mediados de los 80 bajo el nombre de Damned Cross y después de unos pocos lanzamientos propios y cambios de alineación se opta por el nombre de Cenotaph.
Los miembros deciden que no serán otra banda de heavy metal convencional, sino que tocarán más rápido, más pesado y más oscuro. En 1989 graban su demo Rise of excruciation de manera independiente (luego relanzado por Dahmer Productions en CD y con 2 pistas extra en directo); la intención de esta demo era combinar el brutal death metal con algunos ritmos grind y letras gore. Grabado con una pobre edición y a las mismas palabras de la banda "con varios errores de interpretación" el grupo se da a conocer en México y se cierra una etapa, dando comienzo a sus "rites".
Para 1990 la banda lanza su EP Tenebrous apparitions bajo Distorted Harmony Records limitado a mil copias con sólo dos canciones. Este EP fue agotado rápidamente, por lo cual fue relanzado en 1992; el disco es una muestra de death metal, una combinación entre la naciente corriente europea y la tradicional corriente estadounidense.
Al año siguiente firman un contrato con Baphomet Records, originaria de los Estados Unidos, para lanzar su segundo EP, The eternal disgrace. Como su antecesor, solo cuenta con dos canciones que muestran a una banda con más experiencia y más oscura. Aquí dan la bienvenida a su nuevo guitarrista, César, y sirven de apoyo a bandas como Dark Angel y Death.
En 1992 la banda fue seleccionada como parte de un recopilatorio de la compañía alemana Mangled Beyond Recognition Records llamado PANTALGIA: An international death metal compilation junto a Disembolwelment, God Macabre, Malediction, Rottrevore, Cadaver (banda), Crematory, Pan-Thy-Monium, Hydr Hydr y Therion.
En 1992, llega el momento de grabar su primer disco de larga duración, cambiando el logo, el productor y la disquera. Como resultado se publica el álbum The gloomy reflections of our hidden sorrows, con un death metal rápido, extremo y furioso dejando de lado las letras gore. Un sonido más profesional y con el que compartieron escenario con bandas como Carcass, Incantation y Autopsy. El disco fue lanzado originalmente por Horus Records, relanzado en 1998 por Oz Records, vuelto a lanzar por Morbid Ghoul con unas canciones extra del EP Tenebrous apparitions y lanzado por última vez por Oz Records en 2001 en slipcase, con las mismas canciones extra y restringido a mil copias.
Pronto Guillermo deja la banda, dando como resultado el cambio de Daniel del bajo a la guitarra, aún encargándose de las vocales, y la llegada de Fernando Garcilazo, quien se ocupa del bajo. Después de un par de conciertos Daniel decide tomar un camino diferente aunque pronto encontrarían a Edgardo González, un vocalista versátil capaz de alcanzar agudos gruñidos, y al guitarrista Julio, proveniente de la banda Shub Niggurath que estaba parada en ese entonces. En 1994 lanzan bajo la holandesa Cyber Music otro álbum, su segundo larga duración, titulado Riding our black oceans. El disco nos muestra un death metal más influido por la creciente corriente europea y un Cenotaph más maduro sobre el escenario. El disco fue reeditado por Oz Records en 1999 en una edición normal y una limitada de dos discos, el segundo con un show en vivo de cinco canciones.
Con esta misma alineación lanzan en 1996 Epic rites bajo Oz Records, un disco lleno de odio y fuerza de una banda que se encuentra en su momento de mayor madurez. Sirven de apoyo a Slayer en su visita a México y surgen cambios drásticos de alineación. Edgardo Gonzales deja la banda por razones personales, dando un show en Chicago. Daniel, el antiguo vocalista, es invitado para participar en dicho show y decide intentar reintegrarse, sin éxito. César deja la banda y se ponen en búsqueda de un nuevo guitarrista y vocalista. Un amigo de la banda, Roberto, cumple con ambos deberes pero abandona Cenotaph poco tiempo después. Uno de los fundadores de la banda, Óscar Clorio, decide regresar a México siguiéndolo poco después Fernando, aunque Oscar decide mantenerse inmóvil un tiempo.
Seis años pasaron desde Epic rites, y por fin la alineación quedó estable con miembros viejos, no tan viejos y nuevos: Óscar Clorio, Fernando Garcilazo, Edgardo González, Samuel Ocádiz y Eduardo Guevara, y se pondría a trabajar en su último álbum, grabado en Alemania, titulado Saga bélica (aunque Fernando no participó en la grabación) que vio la luz en el 2002 bajo Oz Records. Este disco es todo lo que se podría esperar de Cenotaph: un death metal lleno de agresividad retomando elementos de sus dos últimos trabajos, tomando fuertes influencias de viejas bandas como Slayer o Destruction y un poco de su viejo estilo gore.
Finalmente en septiembre de 2002, Óscar el último miembro original de la banda decide el fin de Cenotaph; declaraba estar cansado y falto de interés en seguir tocando, y los demás miembros continuaron en diversos proyectos.

## Reunión
Tras varios años de la separación de la banda y dado que hizo un relanzamiento de su segundo álbum Riding Our Black Oceans en 2014 en formato CD y en 2016 en formato de vinil, la venta de su propia cerveza utilizando el nombre de banda en dos versiones basadas en sus dos primeros discos una lleva por nombre Black Oceans Beer (basada en Riding Our Black Oceans) y Gloomy Reflection (basada en The Gloomy Reflection of Our Hidden Sorrows). Algunos de los miembros mantenían cierto contacto con los fanes a través de la página de Facebook a lo que muchos viejos seguidores aclamaban el regreso de la banda, evento que empezaba a ver la luz poco a poco. En 2017 la banda recibió un reconocimiento por parte de la Residencia Oficial de los Pinos en honor a la trayectoria e invaluable aporte a la cultura del metal mexicano, en dicho reconocimiento estuvieron Óscar Clorio, Julio Viterbo, Edgardo González y César Sánchez. Tras pasar este reconocimiento que se le dio a la banda los rumores de reunión cada vez eran más cercanos hasta que se anunció en el año 2018 que la banda se reuniría para un único concierto en la Ciudad de México pero después la banda anunciaría que harían una presentación en Holanda en el festival Netherlands Deathfest 2019 anunciando oficialmente que harían más presentaciones, dando así como un hecho que retomarían sus funciones al 100 por ciento como banda.

## Miembros

### Alineación actual
- Óscar Clorio - Batería
  - También involucrado en Shub Niggurath, Damned Cross, The Suffering y Denial.
- Edgardo González - Vocales 
  - También involucrado en Foeticide.
- Julio Viterbo - Guitarra 
  - También involucrado en The Chasm, Shub Niggurath Obeisance y Tormentor.
- César Sánchez - Guitarra

### Exmiembros (incluyendo de sesión y auxiliares)
- Samuel Ocádiz - Guitarra
  - También involucrado en Foeticide y The Suffering.
- Eduardo Guevara - Guitarra
  - También involucrado en Hacavitz, Blood Reaping, Genocide mex.,  Impiety, Raped God y Rapture.
- Fernando Garcilazo - Bajo
- Iván Velázquez - Vocales
  - También involucrado en Under Moonlight Sadness, Dew of Nothing, Denial y Foeticide.
- Ayú Dávalos - Vocales
  - También involucrado en Sabacthani.
- Roberto Valle - Bajo, vocales
  - También involucrado en The Chasm.
- Guillermo delgado - Guitarra
  - También involucrado en Damned Cross(massacre)
- Daniel Corchado - Bajo, guitarra, vocales
  - También involucrado en The Chasm, Incantation, Obeisance y Damned Cross.
- Rodolfo - Bajo
  - También involucrado en The Chasm, Sol Negro y Sindios
- Gustavo - Guitarra
- Roger - Guitarra
- Mario (Demon) - Guitarra

## Discografía

### Rise of excruciation (Demo, 1989)[2]
1. "Reek From the Grave" 04:58
2. "Colony Undead" 05:10
3. "The Last Infection" 05:40
4. "Rise of Excruciation" 04:43
5. "Sectophobia" (directo) (solo en CD) 04:26
6. "Evoked Doom" (directo) (solo en CD) 04:19
7. "Ridden With Desease" (versión de Autopsy) 04:26

### Tenebrous apparitions (EP, 1990)[3]
1. "Repulsive Odor of Descomposition" 05:43
2. "Larvs of Subconscious" 03:59

### The eternal disgrace (EP, 1991)[4]
1. "Dissection" 03:47
2. "Tenebrous Apparitions" 05:02

### Promo 1991[5]
1. "Repulsive Odor of Decomposition"
2. "Larvs of Subconscious"
3. "Dissection"
4. "Tenebrous Apparitions"

### The gloomy reflection of our hidden sorrows (1992)[6]
1. "Requiem for a Soul Request" 01:49
2. "Ashes in the Rain" 06:33
3. "...A Red Sky" 06:39
4. "Evoked Doom" 04:33
5. "Tenebrous Apparitions" 04:49
6. "The Spiritless One" 03:25
7. "Infinite Meditation of an Uncertain Existence" 03:05
8. "In the Cosmic Solitude" 08:18
9. "Repulsive Odor of Descomposition" (Bonus) 05:31
10. "Larvs Of Subconscious" (Bonus) 05:46
11. "Repulsive Odor Of Decomposition" (Bonus) 04:00

### Riding our black oceans (1994)[7]
1. "The Solitudes" 05:39
2. "Severance" 06:19
3. "Grief to Obscuro" 05:54
4. "Macabre Locus Celesta" 05:54
5. "Among the Abrupt" 04:54
6. "Infinitum Valet" 05:54
7. "The Silence of Our Black Oceans" 02:4
8. "Soul Profundis" 05:22
9. "Ectasia Tenebrae" 06:35

#### Disco adicional en vivo de la edición limitada
1. "Crying Frost" (5:30)
2. "Lorn Ends" (4:20)
3. "Solitudes" (5:26)
4. "Everlasting Command" (3:49)
5. "As the Darkness Burns" (5:22)

### Epic rites (9 epic tales and death rites) (1996)[8][9]
1. "Intro" 00:41
2. "Crying Frost" 06:02
3. "Lorn Ends" 04:55
4. "Navegate" 05:12
5. "Towards the Umbra" 05:51
6. "As the Darkness Borns" 05:13
7. "Angered Tongues" 05:23
8. "Epic Rites" 04:07
9. "Dethroned Empire" 06:12
10. "Thorns of Fog" (pista extra) 05:29

### The last epic age (casete en vivo 1998)[10]
1. "Intro"
2. "Towards the Umbra"
3. "Navigate"
4. "The Solitudes"
5. "Severance"
6. "Lorn Ends"
7. "Die by the Sword"

### Saga bélica (2002)[11][12]
1. "Iron Peaks and Fists" 05:44
2. "Holocausto Riot" 03:39
3. "Everlasting Command" 03:38
4. "Hurricane Cenotaph" 04:34
5. "Owners of Torment" 05:48
6. "Lambs for Wolfs" 03:32
7. "Necrocommandments" 05:25
8. "Saga Bélica" 05:50